# Chazelles, Cantal

Chazelles este o comună în departamentul Cantal, Franța. În 1 ianuarie 2022 avea o populație de 33 de locuitori.